# Висенте Јањез Пинзон
Висенте Јањез Пинзон (шп. Vicente Yáñez Pinzón; 1460 — 1523) је био шпански конкистадор - морепловац, истраживач и освајач.
Његов старији брат Мартин Алонсо Пинзон је пловио са Колумбом на његовом првом путу у Нови свет 1492., као капетан брода Ниња.
У Јужну Америку је стигао 1499. године, да би 1500, 26. јануара, ношен снажном олујом, дошао до северне обале данашњег Бразила. На тај начин је постао први Европљанин који је дошао до Бразила. Био је гувернер Порторика у периоду 1505 — 1508. Био је и први који је упловио у реку коју је назвао Санта Марија де ла Мар Дулсе (шп. Santa María de la Mar Dulce) и која је данас позната као Амазон. Верује се да је Пинзон открио и реку Ојапок (шп. Oiapoque).
Године 1508. путује заједно са Хуаном Дијазом де Солисом (шп. Juan Díaz de Solís) за Јужну Америку. Након 1523. губи му се сваки траг у околини реке Ла Плата. По преживјелим члановима његове експедиције Пинзона су убили локални Индијанци.